# Mint
Goonshipas Peonpaweevorakul (en tailandés: กุญช์ภัสส์ พรปวีณ์วรกุล; rtgs: Kunphat PhonpawiworakunKunphat Phonpawiworakun; Bangkok, 23 de junio de 1994), conocida como Mint (hangul: 민트; en tailandés: มิ้นท์), es una cantante tailandesa, conocida por ser exmiembro del grupo femenino surcoreano Tiny-G.

## Biografía
Comenzó a bailar cuando tenía 5 y los 11 años de edad fue elegida para ser una bailarina secundaria del cantante más famoso de Tailandia, Thongchai McIntyre.
En 2009 participó en un concurso de baile en el "Snowy Korea", un festival coreano en Tailandia. Demostró sus habilidades de baile y fue vista por JYP Entertainment y GNG Production. Eligió estar con GNG donde comenzó su carrera en Corea, debutando como miembro de Tiny-G el 23 de agosto del 2012 y promocionó con el grupo hasta 2015 cuando se anunció el Hiatus indefinido del grupo.
El 7 de abril de 2016  firmó con una nueva compañía, JSL COMPANY. El 14 de abril de 2016, lanzó su primer sencillo en solitario 'Already Go Lady (Ulleri Ggolleri, Already Go Lady)' bajo su nuevo nombre Mintty'. El video musical también fue liberado el mismo día.
En 2016 se integró el elenco del drama web LA iDOLM@STER.KR así como al grupo de chicas "Real Girls Project". En 2017 se unió al programa de supervivencia “The Unit: Idol Rebooting Project” donde fue eliminada en la segunda misión quedando en el puesto #38.

## Discografía

### Sencillos
| N.º | Información                                                                                           | Pistas |
| --- | --- | --- |
| 1   | Título: "얼레리 꼴레리 (Already Go Lady)" agencia: Loen Entertainment liberación: 14 de abril de 2016 | 1. "얼레리 꼴레리 / Already Go Lady" - lyrics: Ddolai Park, Peter Pan / music: Ddolai Park, Peter Pan, Michin Gijibae / arrangement: Dolai Park, Michin Gijibae / chorus: Hwanhee Kim 2. "True Love" - lyrics: SOBOOM / music: SOBOOM / arrangement: SOBOOM / Chorus Joori Seo, Soyoung Lee 3. "얼레리 꼴레리 / Already Go Lady (Inst.)" - music: Ddolai Park, Peter Pan, Michin Gijibae / arrangement: Dolai Park, Michin Gijibae / chorus: Hwanhee Kim 4. "True Love (Inst.)" - music: SOBOOM / arrangement: SOBOOM / chorus: Joori Seo, Soyoung Lee |